# Berthold Stech
Berthold Stech (* 8. Dezember 1924 in Karlsruhe; † 29. Juni 2022) war ein deutscher Physiker. Er war Professor an der Universität Heidelberg und befasste sich mit Elementarteilchenphysik.

## Werdegang
Nach Wehrdienst und Gefangenschaft im Zweiten Weltkrieg studierte er ab 1946 Physik, Chemie und Mathematik in Heidelberg mit dem Diplom 1950 und der Promotion 1951 bei Johannes Hans Daniel Jensen. Unter Jensen befasste er sich mit Gammastrahlungsübergängen zwischen Kernzuständen mit hoher Differenz der Drehimpulsquantenzahl. Danach war er Assistent am Institut für Theoretische Physik, 1954 Gastdozent in Trondheim und 1957/58 am Caltech (unter anderem bei Murray Gell-Mann). 1956 habilitierte er und wurde 1957 außerordentlicher und 1960 ordentlicher Professor für Theoretische Physik in Heidelberg. Rufe nach Bonn, Wien und Karlsruhe lehnte er ab. Stech war lange Direktor des Instituts für Theoretische Physik. 1970/71 war er Dekan der Fakultät für Physik und Astronomie, und 1991 wurde er emeritiert.
Er befasste sich mit chiraler Symmetrie, dem Einfluss der Quantenchromodynamik auf die elektroschwache Wechselwirkung, Quarkstruktur von Hadronen und Mesonen-Zerfälle (auch mit schweren Quarks), Neutrinophysik und GUT. 1955 postulierte er mit Jensen eine chirale Symmetrie für die schwache Wechselwirkung (Stech-Jensen-Transformation), die damals unter anderem von Murray Gell-Mann kritisiert wurde, dann aber wenige Jahre später Bestandteil der V-A-Theorie der schwachen Wechselwirkung von Richard Feynman und Gell-Mann (sowie Robert Marshak und George Sudarshan) wurde. Stech hatte sogar 1957 die Idee zur V-A-Theorie, wurde aber in einer Unterredung mit Gell-Mann wieder davon abgebracht. Die chirale Symmetrie (als Näherung bei verschwindenden oder im betrachteten Energiebereich vernachlässigbaren Massen) fand auch Anwendung in anderen Bereichen wie der starken Wechselwirkung.
2006 wurde er Ehrendoktor der Universität Hamburg. 1987 wurde er Mitglied der Heidelberger Akademie der Wissenschaften.
Er war 1966 bis 1979 im wissenschaftlichen Rat des Kernforschungszentrums Karlsruhe und in den 1970er und 1980er Jahren im wissenschaftlichen Rat von DESY. Er war Gastprofessor und Gastwissenschaftler in den USA (Stanford), der Türkei, Dänemark, Südafrika, Australien und in China und am CERN und bei DESY (Zusammenarbeit insbesondere mit Argus Kollaboration am Doris Speicherring).